# Hričovský hrad
Hričovský hrad je zřícenina hradu v okrese Žilina na Slovensku, na kopci nad Hričovským Podhradím. Pozůstatky hradu jsou chráněny jako národní kulturní památka.

## Historie

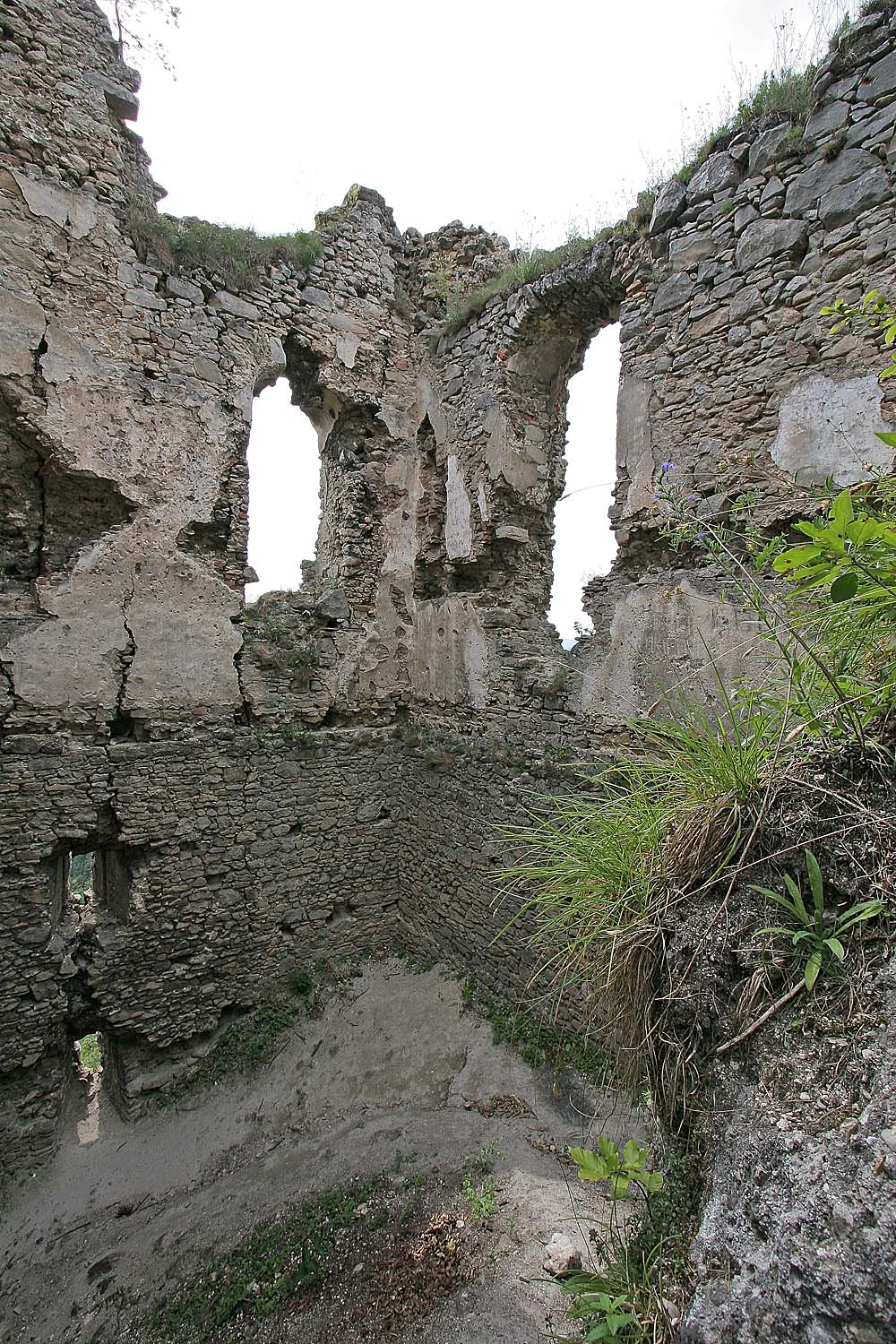
Ruiny vnitřních prostor hradu

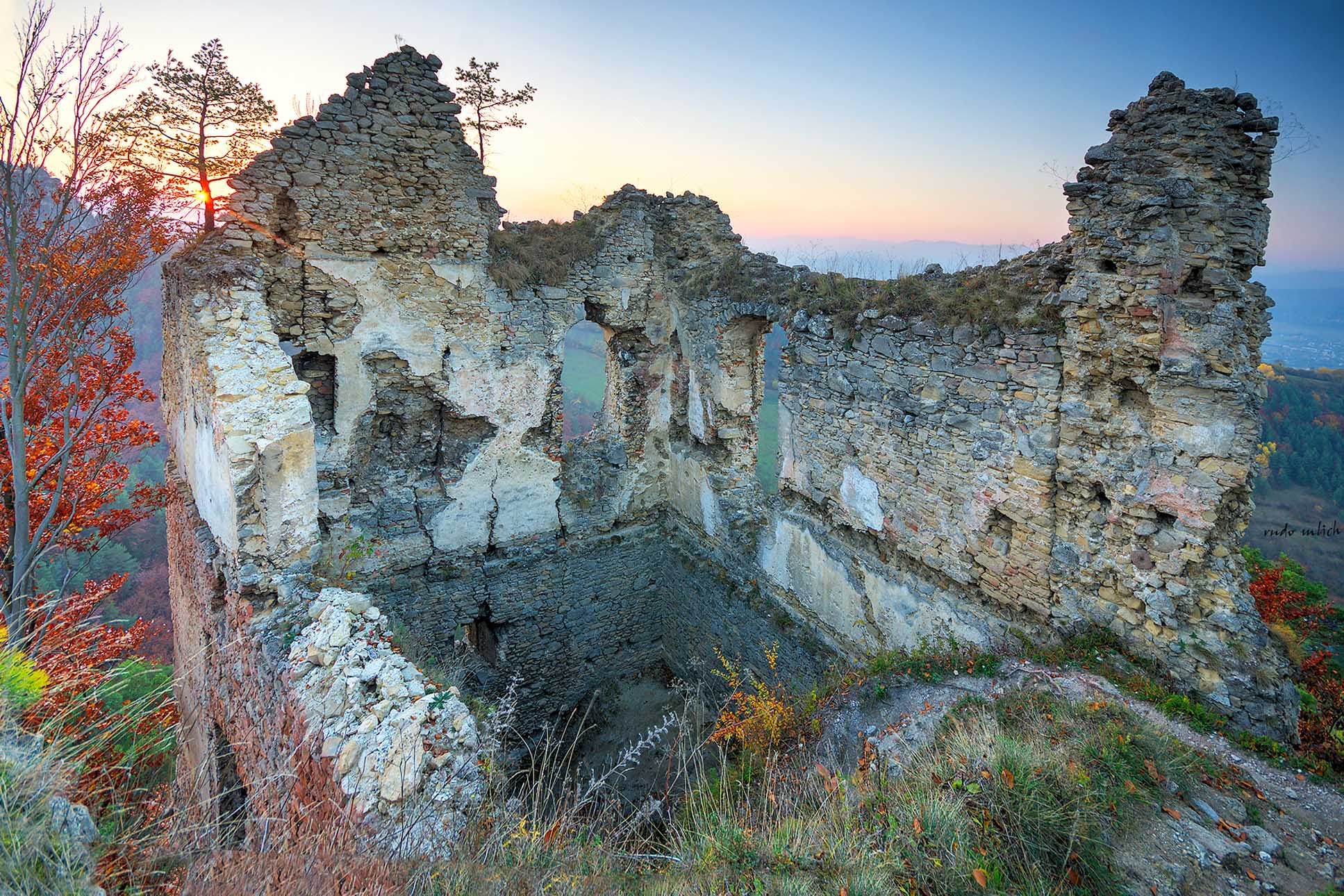
Hradní palác

Hradní návrší bylo osídlené už v pravěku a v době Velkomoravské říše. Z tohoto období se dochovaly valy na hřebeni jižně od zříceniny. Opevnění však bylo využíváno ještě ve dvanáctém a v první polovině 13. století.
Hričov byl založen pravděpodobně brzy po tatarském vpádu do Uher. První písemná zmínka o něm pochází z roku 1254, kdy král Béla IV. daroval hrad a k němu patřící majetky magistru Tolušovi. Když magistr Toluš zemřel, hrad označený jako castrum Hrichou i s příslušenstvím dostal roku 1265 Mikuláš Beycha. V tomto čase k hradu patřily osady Dolný a Horný Hričov, Peklina a Ovčiarsko.
O hrad v letech 1270 až 1280 usilovali získat i Balašovci, ale nepodařilo se jim to. Byter, člen tohoto rodu, se v roce 1278 stal za 75 marek stříbra vlastníkem zbraní, zařízení a naturálií, stejně tak služebnictva. O 4 roky později, když uvěznil hradní paní, se mu podařilo koupit hrad i se čtyřmi k němu patřícími obcemi. Od Balašovců Hričov, ale i Starý hrad, Lietavu a Budatín, násilně dobyl a obsadil jejich úhlavní nepřítel Matúš Čák. Tehdy byl hrad poprvé dobýván a také dobyt. Matúš Čák vydal v roce 1320 škultétskou listinu pro Dlhé Pole, ve které je uvedené, že obce patří k Hričovskému hradu.
Balašovci hrad získali zpět až po Matúšově smrti v roce 1321. Od poloviny 14. století byl hrad opět v královských rukou. Jako záložní majetek ho v roce 1392 získala rodina Kapolaiovců a od roku 1397 Sudivoj z Ostrogoru. Zikmund Lucemburský ho dal v roce 1424 své manželce, královně Barboře Celjské. V těchto letech hrad s pověřením královny spravoval její služebník Ladislav Necpálský, který se v roce 1436 stal hlavním županem Trenčianské župy.
Hradu se v čtyřicátých letech 15. století zmocnil husitský hejtman Svidrigal. Asi v roce 1460 se hrad jako záložní majetek dostal do rukou Františka Hágiho, který se stal hlavním vedoucím Turčianské župy. Hričovský hrad pro něho dobyl Blažej Maďar, velitel čtvrtého pluku.
Blažej Podmanický, který byl na straně Matyáše Korvína až do roku 1466, dostal v roce 1468 na Hričov donaci a v následujícím roce ho i jmenovali jako majitele hradu i panství. K hradu tehdy patřily obce Dolný Hričov, Horný Hřicov, Hričovské Podhradie, Peklina, Dolné Hlboké, Horné Hlboké, Závadka, Lehota, Ovčiarsko, Kotěšová a Dlhé pole. Po Blažejovi Podmanickém, který zemřel v roce 1480, hrad v roce 1481 získal Viliam Tettauer, druhý manžel vdovy po Františkovi Hágim, žoldnéřský kapitán Matyáše Korvína, proti čemuž protestoval Blažejův syn Václav. Palatin Štěpán Zápolský po smrti Viliama Tettauera nařídil jeho potomkům, aby Hričov spolu s Bytčou vrátili Václavovi Podmanickému. To se však nikdy neuskutečnilo, protože se nitranskému biskupu podařilo prosadit opětovné získání Hričova a Bytče. Panovník Vladislav II. však 1. května 1500 daroval hrady Hričov a Bytču i s příslušnými panstvími Michalovi Imrefymu za hrad v župě Solnok – Doboka v Sedmihradsku. Nitranské biskupství jako náhradu dostalo majetky převorství sv. Margity v Dömoši, mezi Ostřihomí a Vyšehradem. Bratři Imfreyové, Juraj, Imrich a Peter, v roce 1518 dali do zástavy Suňogovcům Dlhé Pole, patřící Hričovu. Suňogovci vlastnili městečko Bytču a Kolárovice ještě i v roce 1525.
Hrad Hričov v bojích, které vzplanuly mezi dvěma panovníky, Jánom Zápoľským a Ferdinandem I., se v roce 1527 dostal do německých rukou. Dobyl ho generál Ján Katzianer, který v roce 1528 dosadil na hrad velitele Gašpara Dominitha. Bratři Ján a Rafael Podmanickovi Hričovský hrad v roce 1536 dobyli od Němců zpět. Tento jejich skutek král Ján Zápoľský ocenil tak, že jim 6. října 1536 hrad i s panstvím daroval. Jejich inauguraci vykonal v roce 1539 zástupce budínské kapituly.
Jeden z Imfreyovců, Ján, podal na Rafaela Podmanického žalodu, odvolávající se na usnesení sněmů z roku 1542, 1543 a 1545, které byly zaměřené proti Rafaelovi Podmanickému. Ferdinand I. dne 1. září 1549 odsoudil Rafaela Podmanického ke ztrátě hlavy a majetků a současně nařídil, aby ostrihomská kapitula uvedla Jána Imrefyho jako majitele Hričova a aby se přičinila o vykonání rozsudku. Krištof Kubíni, právní zástupce Rafaela Podmanického, podnikl kroky ve prospěch svého pána a na základě listiny z roku 1468 dokázal, že Hričov patří Podmanickovým. Na to Ferdinand II. zrušil rozsudek a přiznal Rafaelovi Podmanickému právo volně disponovat Hričovským hradem. Naproti tomuto pro Rafaela Podmanického příznivého vývoje Imrefyovci, který se pokládali za plno-právních držitelů hradu, podnikali rozličné kroky, aby majetek znovu nabyli. Jám Imrefy se ještě v roce 1547 dohodl s Gašparem Horvátem z Wingartu, že jak ten získá Podmanickovci okupované majetky, dostane z nich polovinu. Imrefyovci protestovali u svätobeňatického konventu i proti Ferdinandovu výroku z 26. prosince 1546, ale neúspěšně. Imrefy začal se shánět mocných protektorů, jakým byl například chorvatský pán František Baťani ten i intervenoval u Podmanického, se kterým udržoval přátelské vztahy. Nakonec se sport mezi Imrefym a Podmanickým skončil dohodou. Přestože měl Rafael Podmanický na Hričov alespoň takové právo jako Imrefy, zachoval se vůči němu čestně a velkoryse. Dne 28. ledna 1556 se oba dohodli, že Podmanický zaplatí 4500 zlatých Imrefymu, a ten za to nebude na Hričov uplatňovat žádné nároky. Tímto spor skončil.
Po smrti Rafaela Podmanický v roce 1558 se Hričov dostal do rukou královské komory, která Hričovský hrad spolu s panstvím a s Bytčou propustila Anně Likarke, vdově po Gašpar Horváthovi z Wingartu. V jejích službách jako správce panství působil Ján Kilian, pocházející z Milána. Kilian pozván z Itálie Františkem Thurzo, byl i stavitelem a v letech, kdy byl ve službách Likarky, staral se i o údržbu Hričovského hradu, kde bydlel.
Anna Likarka patřila k posledním držitelům hradu, kteří se ještě o tento objekt starali. Ještě 29. června 1563 vydala česky psanou listinu o darování pozemku Martinu Mečiarovi ze Stupného, který byl za to povinen provádět zámečnickou a kovářskou práci na Hričovskom hradě. Anna Likarka se zdržovala na tehdy ještě nepřestavěném Bytčianském zámku. Hričov a Bytču držela do roku 1563, kdy se těchto majetků ujal předseda královské komory František Thurzo, který je koupil za 17 000 zlatých do třetí generace.
František Thurzo a jeho manželka Kateřina Zrínská se do roku 1574 zdržovali na Lietavském hradě. V tomto roce, kdy skončila generální přestavba Bytčianského zámku vedená Janem Kilianem, František Thurzo zemřel. Jeho vdova se s rodinou přestěhovala do nové Bytčianské rezidence. Jan Kilian dostal od Kateřiny Zrínské za svou stavitelskou činnost majetky nedaleko Hričovského hradu. Po smrti Františka Turza Hričov spravovala jeho vdova Kateřina Zrínská. Správu všech thurzovských majetků převzal v roce 1586 nejstarší syn Juraj. Na listině pro Adama Némethiho z 15. srpna 1587 je uveden jako pan Oravy, Lietavy a Bytče. Hričov se už neuvádí, neboť obce hričovského panství připojili k Bytčianskému panství. Za Juraje Turza v roce 1605 bočkayovští hajduci zpustošili obce někdejšího hričovského panství, tak v té době už nedostatečně hlídaný hrad.
V letech 1617–1621 thurzovské majetky spravoval Jurajův syn Imrich, po jeho smrti od roku 1621 až do roku 1626 palatínova vdova Alžběta Coborová. Thurzové, bydlící stále ve své pohodlně přístupné Bytčianské rezidenci, v časech ohrožení se uchýlili do lietavského hradu, dobře opevněné a nedobytné pevnosti. Hričovu nevěnovali téměř žádnou pozornost, takže opuštěný hrad začal stále více chátrat už v průběhu 17. století. Rytina nizozemského umělce J. Nypoorta z roku 1686 prozrazuje, že hrad stojící na stále nezalesněném vršku, byl ještě v poměrně zachovalém stavu.
Na kresbě, která zachycuje hrad z jihovýchodní strany je vidět 32 oken. Nejvíce byly zachovány dvě dvoupatrové hradní věže, z nich jedna měla kulatý půdorys. Měly mírně poškozenou pouze střešní část. Mnohem více byl poškozen patrový palác, na kterém už chyběla střecha a vrchní část zdí nesla stopy devastace.